# 2,3-bisfosfoglicerato
Il 2,3-bisfosfoglicerato (o 2,3-BPG o 2,3-DPG) è la base coniugata dell'acido 2,3-bisfosfoossipropanoico (bisfosfoglicerico), presente nei globuli rossi in concentrazione simile a quella dell'emoglobina. Si lega con la Deossiemoglobina in proporzione di 1:1, attaccando selettivamente la cavità centrale del tetramero, stabilizzandone la struttura, e diminuendone così l'affinità per l'ossigeno. 

## Descrizione
Quando l'emoglobina raggiunge i tessuti le catene β sono le prime a cedere l'ossigeno e tale perdita comporta uno spostamento dei monomeri dal centro. Appena la cavità idrofila si apre il BPG entra e si lega al tetramero. La struttura così stabilizzata può rilasciare anche l'ossigeno delle due catene α.
Nei polmoni avviene il processo inverso. Ad alta pressione di ossigeno le catene α sono le prime a legarlo ed il BPG viene "spremuto" ed espulso dal tetramero, consentendo un più facile legame Ossigeno-Catena β.
Il BPG è legato anche alla gluconeogenesi ed alla glicolisi:
Il 2,3-BPG si forma dall'1,3-BPG (intermedio glicolitico) ad opera dell'enzima chiamato bisfosfoglicerato mutasi.
Nell'uomo la 2,3-bisfosfoglicerato fosfatasi catalizza la conversione
2,3-BPG + H2O → 3-fosfoglicerato + PO4
Seguita da uno spostamento del gruppo fosforico in posizione 2 ad opera di una mutasi (Fosfoglicerato mutasi)
3-fosfoglicerato → 2-fosfoglicerato
In alcuni altri organismi è possibile una via alternativa abbreviata:
una fosfotransferasi (2-fosfoglicerato chinasi) catalizza la conversione
2,3-BPG + ADP → 2-fosfoglicerato + ATP
Da qui il 2 fosfoglicerato può essere convertito in fosfoenolpiruvato, per condensazione, attraverso l'azione di un altro enzima (2 fosfoglicerato idrolasi, una enolasi).
2-fosfoglicerato → fosfoenolpiruvato + H2O
In realtà il 2,3-BPG è presente in concentrazioni elevate nei soli eritrociti, mentre nel resto dell'organismo ha concentrazioni infinitesimali. Essendo però in equilibrio con l'1,3-BPG, proveniente dalla glicolisi, attraverso l'azione di una mutasi (Bisfosfoglicerato mutasi), ed essendo l'1,3-BPG continuamente prodotto, appare chiaro che la via del 2,3-BPG è solo una diramazione secondaria, anche se importante, della via glicolitica. Inoltre, pur essendo la reazione mutasica fortemente favorevole alla formazione del 2,3-BPG, questo è un potente inibitore dell'enzima, la cui attività è quindi sottoposta a feedback negativo.

## Emoglobina
Il 2,3-bisfosfoglicerato è presente negli eritrociti, ed ha il compito di ridurre l'affinità dell'emoglobina verso l'ossigeno.
Ciò è importante ad alta quota, dove la pressione parziale dell'ossigeno è molto bassa: a bassa pressione, la porzione di emoglobina saturata con l'ossigeno arriva a malapena al 60%, quindi le arterie trasportano un sangue relativamente poco ossigenato. Per far rimanere costante la quantità di ossigeno ceduto ai tessuti, serve un fattore che riduca l'affinità per l'ossigeno, inducendo l'emoglobina a liberare più facilmente il gas a livello dei capillari. Questo modulatore è il 2,3-bisfosfoglicerato, che si inserisce in una tasca tra le subunità β, formando un ponte negativo tra residui amminoacidici positivi, stabilizzando quindi la forma tesa della proteina. Il 2,3-bisfosfoglicerato è molto importante anche per gli scambi gassosi che avvengono tra il feto e il sangue materno. Nell'emoglobina fetale la subunità β viene sostituita con la subunità γ che ha meno siti di legame per il 2,3-BPG, per questo motivo l'emoglobina fetale ha una minore affinità per il 2,3-BPG e quindi una maggiore affinità per l'ossigeno rispetto a quella materna permettendo così al feto di poter sottrarre al sangue materno l'ossigeno di cui ha bisogno.